# رود دنیپر
دِنیـِپـِر رودخانه‌ای است که از روسیه آغاز شده و پس از گذشتن از بلاروس و اوکراین به دریای سیاه می‌ریزد. درازترین رود اوکراین و چهارمین آن در اروپاست.

## ریشه نام
دانو اَپَرَ در زبان ایرانی سرمی برابر با رودخانه دور دست است که از سکایی دانو اَپر (رودخانه ژرف) برگرفته شده. در برابر آن دنیستر رودخانه دیگری است که رودخانه نزدیکتر یا آمیزه ای از سکایی دانو و تراسی ایستر _نامی که تراسی ها بر آن نهاده بودند_ است.

## شاخه های فرعی دنیپر
دنپیر دارای شاخه‌های فرعی زیادی (تا ۳۲۰۰۰)  با ۸۹ رودخانه است که مهمترین آن‌ها عبارتند از:
```
   Drut (R)
   Berezina (R)
   Sozh (L)
   Prypiat (R)
   Teteriv (R)
   Irpin (R)
   Desna (L)
   Stuhna (R)
   Trubizh (L)
   Ros (R)
   Tiasmyn (R)
   Supiy (L)
   Sula (L)
   Psyol (L)
   Vorskla (L)
   Samara (L)
   Konka (L)
   Bilozerka (L)
   Bazavluk (R)
   Inhulets (R)
```

## کانال
کانال‌های فروانی در این رود وجود دارد مانند :
- Channel Dnieper - Donbass;
- Channel Dnepr - Krivoi Rog;
- Kakhovsky channel (south-east of the Kherson region);
- North Crimean Canal -
- Ingulets irrigation system